# Eumecacis clavigera
Eumecacis clavigera är en tvåvingeart som beskrevs av Günther Enderlein 1921. Eumecacis clavigera ingår i släktet Eumecacis och familjen vapenflugor. Inga underarter finns listade i Catalogue of Life.